# 心臓肥大
心臓肥大（しんぞうひだい）とは心臓の筋肉が普通より厚くなった状態をいう。

## 概要
通常、心臓は心臓の筋肉（心筋）が収縮することによって全身に血液を送り出している｡しかし心臓から血液を送り出すとき心筋に通常より高い負荷がかかるとこの負荷に打ち勝つために心筋が厚くなり、心臓肥大を起こすのである。
心臓肥大には、生理的なものと病的なものがある。生理的なものは生物にとって必須であり人間の場合、成人の心臓は出生時の実に10倍まで拡大しているがこれは生理的心臓肥大によるものである。一方、病的肥大は高血圧症や心臓弁膜症、先天性心疾患などによって引き起こされるもので生理的な必要以上に肥大したことで心臓が弱り十分な血液が循環しなくなる為、心不全が起こる場合がある。

## 分類
心臓肥大は、左室重量係数（左室重量/体表面積）と相対的左室肥厚（2×左室後壁肥厚/左室拡張末期径）の2つの値によって4通りに分類される。
1. 重量係数・壁厚いずれも正常：正常形態
2. 重量係数=正常、壁厚＞0.45：求心性リモデリング
3. 重量係数＞125 g/m2、壁厚=正常：遠心性肥大
4. 重量係数＞125 g/m2、壁厚＞0.45：求心性肥大

求心性リモデリングは、高血圧症や大動脈弁狭窄症などの圧負荷がかかるときに起きる。一方、遠心性肥大は僧帽弁閉鎖不全症や大動脈弁閉鎖不全症などの容量負荷が生じるときに起きる。そして、これらの複合した病態や過剰な負荷が長期間続いたときに求心性肥大に至る。

## 分子生物学的視点
なお、よりミクロな視点で見ると心臓肥大とは個々の心筋細胞の容積増加、すなわちタンパク質合成亢進と捉えることができる。動物実験において、大動脈を狭窄して心臓に圧負荷を加えると、数分後にはガン原遺伝子であるc-fos、c-myc、c-jun、また転写因子であるEgr-1などが発現するようになり数時間から数日で心房性ナトリウム利尿ペプチド（ANP）や骨格筋型アクチンなど胎児期にのみ心室筋に発現している遺伝子が再誘導される。一方、心筋小胞体で細胞内Caの調節を担っているSERCA2a（Ca2+-ATPase）の発現は低下する。これらは高度に分化した形質を犠牲にして少ないエネルギーでの収縮を可能にするような変化であり、過剰な負荷に対して心臓が適応したとも考えることができる。しかし例えばSERCA2aの発現低下は心筋拡張時の細胞質内Ca濃度の低下を不十分なものとし、肥大した心臓が拡張不全を呈する原因の一端となっている。